# Golf de Tonquín
El golf de Tonquín (en vietnamita Vịnh Bắc Bộ; en xinès 北部湾 Beibu Wan) és un braç del mar de la Xina Meridional que limita amb el Vietnam a l'oest i amb la Xina al nord i a l'est.
La gran illa xinesa de Hainan forma el límit oriental del golf. Amb 470 km de nord a sud i 240 km d'est a oest, té una superfície de 126.250 km² i és molt poc profund (fa menys de 60 metres de fondària). Els principals ports són Hải Phòng al Vietnam i Beihai a la Xina. Al seu interior conté nombroses illes, les principals de les quals són les vietnameses Bạch Long Vĩ i Cát Bà i la xinesa Weizhou (涠洲). El riu Vermell o Sông Hồng és el principal tributari que aboca les seves aigües al golf. El nom de Tonquín, escrit 東京 en caràcters xinesos i Đông Kinh en vietnamita, significa 'la capital oriental' i és l'anterior nom que rebia Hanoi, la capital del Vietnam.